# Boris Vian
Boris Vian (født 10. marts 1920, død 23. juni 1959) var en fransk ingeniør, forfatter, jazztrompetist og kunstner. Han skrev undertiden under pseudonymet Vernon Sullivan.
Hans mest kendte litterære værk er L'Écume des jours ("Dagenes skum"). Han skrev desuden dramatik og poesi. Hans mest kendte sang er anti-krigssangen Le déserteur fra 1954. Han var desuden medlem i et selskab, hvis retning var mod "patafysik", en "videnskab" skabt af Alfred Jarry,  bedst kendt for sine skuespil om Ubu roi (kong Ubu). 
I den absurde roman Dagenes skum giver Vian en typisk skildring af et foredrag holdt af "Jean-Sol Partre" (= Jean-Paul Sartre):
"Enkelte kom i ligvogn, og gendarmerne stak et langt stålspyd tværs gennem kisten og naglede dem til egeplankerne for tid og evighed, så man ikke behøvede at tage dem ud igen inden begravelsen; det var bare lidt ærgerligt for dem, der faktisk var døde, og fik ligsvøbet ødelagt. Andre hoppede ned i faldskærm fra lejede fly (og der var slagsmål på Le Bourget for at komme op i flyene). Brandvæsenet stod klar til at tage sig af dem; kraftige vandstråler fangede dem i luften og fejede dem ud over Scenen (Seinen), hvor de druknede ynkeligt. Atter andre forsøgte at komme ind via kloakken. De blev mødt med spark af jernbeslåede sko på knoerne, idet de greb om kanten af hullet for at hejse sig op, og resten besørgede rotterne. Men intet kunne holde disse besatte mennesker tilbage. Spektaklet steg til store højder, og gav genlyd i skyerne med hule drøn."
Efter krigen var Boris og hans kone Michelle med i kredsen omkring Sartre. 